# 플레시오수쿠스
플레시오수쿠스(Plesiosuchus)는 중생대 쥐라기 후기 지금의 영국과 스페인 지역에서 살았을 것으로 추정되는 해양 파충류이다. 속명의 뜻은 '~에 가까이'를 뜻하는 그리스어 'plesios(πλεσιος)'와 악어를 뜻하는'suchus(συχος)'가 합쳐진 '가까이 가는 악어'를 의미한다.

## 발견

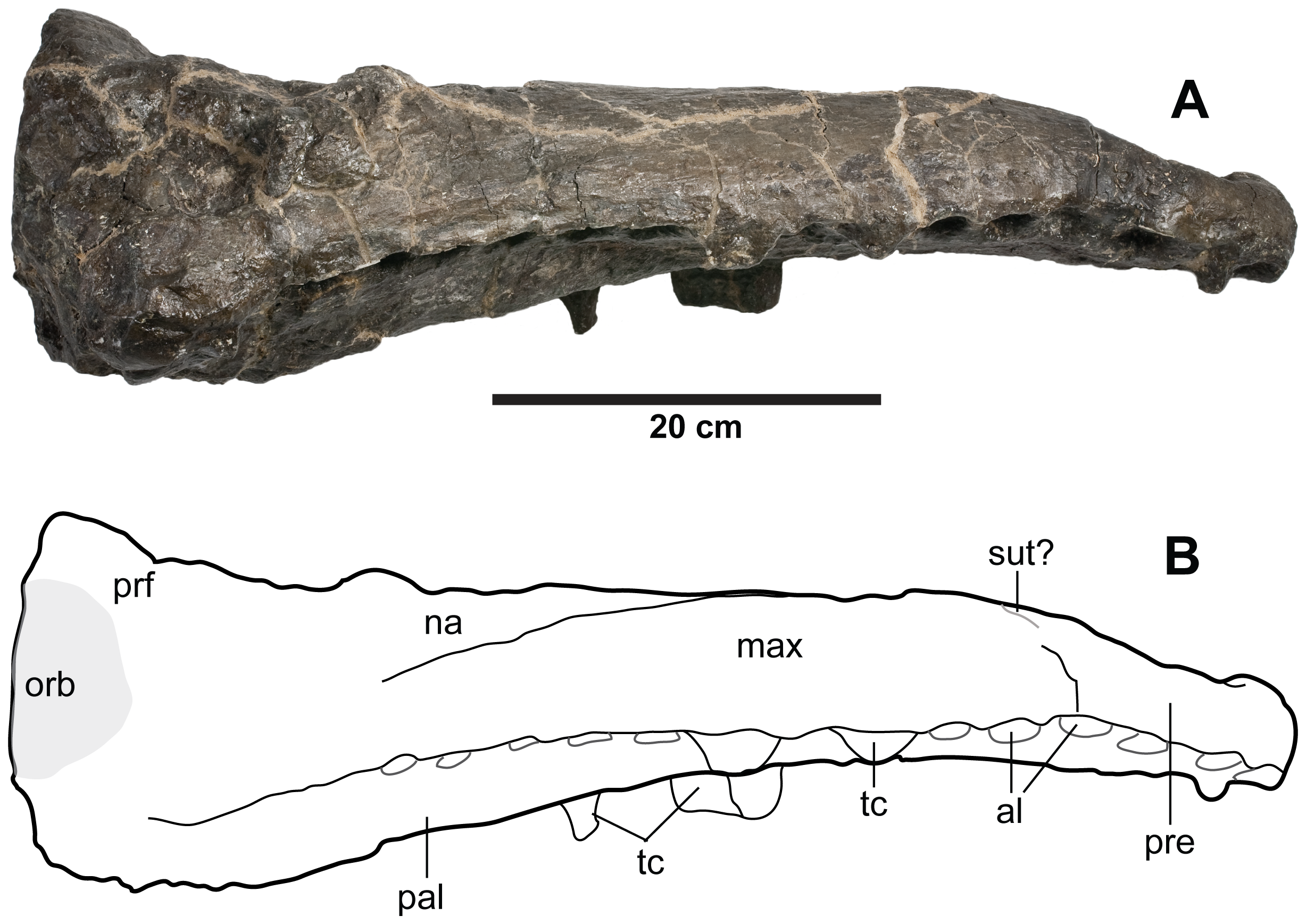
플레시오수쿠스의 화석 표본

플레시오수쿠스의 표본은 1860년대에 존 클라벨과 만셀 플레이델에 의해 몇몇 대형 해양 파충류 유적과 함께 발견되었다. 이후 만셀 플레이델은 1866년에 이 유적을 런던 자연사 박물관에 기증했다. 발견 이후 플레시오수쿠스의 몸길이는 6.83 m (22.4 ft)로 추정되었다.